# Wicomico County
Wicomico County är ett administrativt område i delstaten Maryland, USA, med 98 733 invånare (2010). Den administrativa huvudorten (county seat) är Salisbury.

## Geografi
Enligt United States Census Bureau har countyt en total area på 977 km². 1 226 km² av den arean är land och 59 km² är vatten.

### Angränsande countyn
- Dorchester County, Maryland - nordväst
- Somerset County, Maryland - sydväst
- Sussex County, Delaware - nord
- Worcester County, Maryland - sydöst